# Краснов, Пётр Дмитриевич
Краснов Пётр Дмитриевич (1903, д. Мартыново Чебоксарский уезд — 1941, Тверская область, оз. Селигер) — советский государственный деятель, статистик, организатор планового хозяйства.

## Биография
Родился в деревне Мартыново Чебоксарского уезда (ныне Козловский район, Чувашия).
Окончил в 1924 году рабфак при Казанском политехническом институте и поступил в Московский институт народного хозяйства имени Карла Маркса (Российский экономический университет имени Г. В. Плеханова), который окончил в 1930 году. Член ВЛКСМ с 1923 года. Замоскворецким райкомом города Москвы в 1925 году принят в кандидаты в члены Всесоюзной Коммунистической партии (большевиков), а 1928 году становится членом ВКП(б).
В 1928—1930 годах — статистик, инструктор-статистик, научный сотрудник Центрального статистического управления СССР.
В 1930—1932 — заместитель начальника, с февраля 1932 по август 1937 года — начальник Управления народнохозяйственного учёта Чувашской АССР.
В августе 1937 года назначен Председателем Госплана Чувашской АССР, в октябре 1937 года утверждён в должности первого заместителя Председателя Совета народных комиссаров Чувашской АССР. Являлся депутатом Верховного Совета Чувашской АССР.
Депутат Верховного Совета СССР первого созыва (Совет национальностей).
В октябре 1938 года решением Президиума Верховного Совета Чувашской АССР Краснова П. Д. освободили от обязанностей
Представителя Чувашской АССР при Президиуме Верховного Совета РСФСР с формулировкой «…как несправившегося с делом» и «послан на работу экономистом по лесопилению треста Чувашлеспрома». В 1939 году, направлен в поселок Киря, где приступил к работе начальником Мехлеспункта.
Краснову П.Д. вменялось, что – первое: «Будучи на работе в Госплане АССР он не принял мер по устранению двойного планирования. Двойное планирование выразилось в том, что Госплан АССР составил план выработки стройматериалов, не обеспечивающий полностью строительные организации (промкооперации) стройматериалом и по предложению председателя СНК АССР Госплану предложено составить дополнительный план, предусматривающий полное покрытие стройматериалами». Второе: «Не оказал помощи парторганизации в разоблачение Токсина (бывший пред. Совнаркома), Иванова (бывшего секретаря Обкома), Матвеева (бывшего зам. пред. СНК АССР) и Иванова из Госплана АССР» и «высказывал сожаление к Иванову врагу народа». По версии следователей НКВД Чувашкой АССР, указанные лица были причастны к существовавшей в Чувашской АССР со второй половины 1920-х годов «контрреволюционной буржуазно-националистической организации». Некоторые фигуранты получили расстрельные приговоры, которые позже были изменены на десять лет тюрьмы или исправительно-трудовых лагерей, некоторые сразу получили от восьми до десяти лет лагеря. Третье: «Будучи прикрепленным к Яринскому району по проведению заготовок хлеба и льна в 1934 году допустил перегибы в заготовках». Четвёртое: «За то, что он состоял в обществе по изучению экономики края в 1930 году. Впоследствии руководство этого общества было отстранено от работы, потому что оно скатилось на путь буржуазно-националистический».
Предъявленные обвинения были сняты постановлением Чувашского Обкомом ВКП(б) от 9 мая 1940 года, как необоснованные. Установлено, что Краснов П.Д. возражал против неправильного планирования и только по настоянию председателя Совнаркома план был составлен. Что прикреплен был не к Яринскому району, а к сельсовету этого района, в котором перегибов не было. Что был только членом общества изучения экономики края и никакой работы не проводил. При этом бюро Обкома «указало тов. Краснову на проявленную им беспечность в борьбе с врагами народа».
В 1940 году Пётр Краснов переведён в Москву и работал начальником сводного отдела Центрального управления народно-хозяйственного учёта (ЦУНХУ) Госплана СССР.
Летом 1941 года добровольцем ушёл в народное ополчение. Старший политрук 4-й стрелковой дивизии народного ополчения. В сентябре 1941 года пропал без вести.

15 сентября 1941 года

Первые стычки частей 4-й ДНО с врагом произошли в дер. Залучье, затем в районах дер. Курской, Турской. Погибли: депутат Верховного Совета СССР, секретарь дивизионной парткомиссии Краснов, инструктор политотдела дивизии Виноградов, комвзвода разведки Исаев и другие.— Музей обороны Москвы